# Miguel Ferrer
Miguel José Ferrer (Santa Monica, 7 febbraio 1955 – Los Angeles, 19 gennaio 2017) è stato un attore statunitense, di origini portoricane, che ha lavorato in campo cinematografico ma soprattutto televisivo. Era figlio di José Ferrer e cugino di George Clooney.

## Biografia
Figlio primogenito dell'attore José Ferrer e della cantante Rosemary Clooney, i suoi fratelli erano Maria, Gabriel, Monsita, e Rafael, quest'ultimo anch'egli attore, ed era cugino di George Clooney. I suoi genitori divorziarono quando lui aveva 12 anni. Grazie a loro, crebbe appassionandosi alla musica e alla recitazione, prendendo lezioni di batteria, arrivando a collaborare con Keith Moon nel suo album Two Sides of the Moon (1975).
Iniziò la sua carriera come attore agli inizi degli anni ottanta, facendo piccole apparizioni in serie televisive come Magnum, P.I. e CHiPs. Nel 1984 ottenne una piccola parte in Star Trek III - Alla ricerca di Spock, mentre nel 1987 interpretò il ruolo di Robert Morton in RoboCop. Continuò a lavorare per il piccolo schermo fino al 1990, quando acquistò popolarità grazie al ruolo dell'agente dell'FBI Albert Rosenfield ne I segreti di Twin Peaks, ruolo che ricoprì anche in Fuoco cammina con me (1992) di David Lynch.
Negli anni seguenti partecipò al film Nome in codice: Nina (1993), a una miniserie tv tratta da L'ombra dello scorpione di Stephen King, e fu guest star in E.R. - Medici in prima linea e Will & Grace; prestò inoltre la voce per il film Disney Mulan (1998), per il videogioco Halo 2 e doppiò Aquaman ne Le avventure di Superman. Nel 1995 fu il protagonista del video dei Toto I Will Remember (Ferrer era il migliore amico del chitarrista Steve Lukather).
Nel 2000 recitò in Traffic, mentre nel 2004 apparve in The Manchurian Candidate, ma è noto soprattutto per il ruolo del dottor Garret Macy nella serie Crossing Jordan, di cui diresse anche alcuni episodi. Apparve in Bionic Woman, serie tv remake de La donna bionica e fu uno dei protagonisti della serie NCIS: Los Angeles, nel ruolo del vicedirettore alle operazioni Owen Granger.
Fu sposato dal 1991 al 2003 con l'attrice Leilani Sarelle, da cui ebbe due figli: Lucas (1993) e Rafael (1996). Dal 2005 era sposato con la produttrice Lori Weintraub. Miguel Ferrer morì a 61 anni, il 19 gennaio 2017, per un cancro alla gola.

## Filmografia

### Attore

#### Cinema
- Truckin' Buddy McCoy, regia di Richard Demarco (1982)
- Heartbreaker, regia di Frank Zuniga (1983)
- The Man Who Wasn't There, regia di Bruce Malmuth (1983)
- Flashpoint, regia di William Tannen (1984)
- Lovelines, regia di Rod Amateau (1984)
- Star Trek III - Alla ricerca di Spock (Star Trek III: The Search for Spock), regia di Leonard Nimoy (1984)
- RoboCop, regia di Paul Verhoeven (1987)
- Creatura degli abissi (Deep Star Six), regia di Sean S. Cunningham (1989)
- Valentino Returns, regia di Peter Hoffman (1989)
- L'albero del male (The Guardian), regia di William Friedkin (1990)
- Revenge - Vendetta (Revenge), regia di Tony Scott (1990)
- Fuoco cammina con me (Twin Peaks: Fire Walk with Me), regia di David Lynch (1992)
- The Harvest, regia di David Marconi (1992)
- Hot Shots! 2 (Hot Shots! Part Deux), regia di Jim Abrahams (1993)
- Nome in codice: Nina (Point of No Return), regia di John Badham (1993)
- Ho trovato un milione di dollari (Blank Check), regia di Rupert Wainwright (1994)
- Mr. Magoo, regia di Stanley Tong (1997)
- The Night Flier, regia di Mark Pavia (1997)
- The Disappearance of Garcia Lorca, regia di Marcos Zurinaga (1997)
- Where's Marlowe?, regia di Daniel Pyne (1998)
- Traffic, regia di Steven Soderbergh (2000)
- Matisse & Picasso: A Gentle Rivalry, regia di Ginny Martin e Rob Tranchin – cortometraggio (2001)
- La costa del sole (Sunshine State), regia di John Sayles (2002)
- Silver City, regia di John Sayles (2004)
- The Manchurian Candidate, regia di Jonathan Demme (2004)
- The Man - La talpa (The Man), regia di Les Mayfield (2005)
- Wrong Turn at Tahoe - Ingranaggio mortale (Wrong Turn at Tahoe), regia di Franck Khalfoun (2009)
- Hard Ride to Hell, regia di Penelope Buitenhuis (2010)
- Beverly Hills Chihuahua 2, regia di Alex Zamm (2011)
- Four Assassins, regia di Stanley J. Orzel (2011)
- The Courier, regia di Hany Abu-Assad (2012)
- Iron Man 3, regia di Shane Black (2013)

#### Televisione
- Magnum, P.I. – serie TV, episodio 1x10 (1981)
- Trapper John (Trapper John, M.D.) – serie TV, 3 episodi (1982-1985)
- CHiPs – serie TV, episodio 6x18 (1983)
- Hill Street giorno e notte (Hill Street Blues) – serie TV, episodio 5x06 (1984)
- New York New York (Cagney & Lacey) – serie TV, episodio 3x07 (1984)
- T.J. Hooker – serie TV, episodio 4x16 (1985)
- CBS Summer Playhouse – serie TV, episodio 1x02 (1987)
- Hotel – serie TV, episodio 4x22 (1987)
- Houston Knights - Due duri da brivido (Houston Knights) – serie TV, episodio 1x07 (1987)
- L'assassino è su di noi (Downpayment on Murder), regia di Waris Hussein – film TV (1987)
- Miami Vice – serie TV, episodi 4x03 e 5x10 (1987-1989)
- Ohara – serie TV, 1 episodio (1987)
- C.A.T. Squad: Python Wolf, regia di William Friedkin – film TV (1988)
- Hooperman – serie TV, episodio 1x14 (1988)
- La vera storia di Oliver North (Guts and Glory: The Rise and Fall of Oliver North), regia di Mike Robe – film TV (1989)
- Shannon's Deal, regia di Lewis Teague – film TV (1989)
- Agente speciale Kiki Camarena sfida ai narcos (Drug Wars: The Camarena Story) – miniserie TV (1990)
- Broken Badges – serie TV, 7 episodi (1990-1991)
- I racconti della cripta (Tales from the Crypt) – serie TV, 3 episodi (1990-1994)
- I segreti di Twin Peaks (Twin Peaks) – serie TV, 8 episodi (1990-1991)
- Shannon's Deal – serie TV, 9 episodi (1990-1991)
- Murder in High Places, regia di John Byrum – film TV (1991)
- Cruel Doubt, regia di Yves Simoneau – miniserie TV (1992)
- In the Shadow of a Killer, regia di Alan Metzger – film TV (1992)
- Un catastrofico successo (On the Air) – serie TV, 7 episodi (1992)
- Scam - Una prova per Maggie (Scam), regia di John Flynn – film TV (1993)
- Corsa per l'inferno (Incident at Deception Ridge), regia di John McPherson – film TV (1994)
- E.R. - Medici in prima linea (ER) – serie TV, episodio 1x01 (1994) – non accreditato
- Jack Reed: In cerca di giustizia (Jack Reed: A Search for Justice) – film TV (1994)
- L'ombra dello scorpione (Stephen King's The Stand) – miniserie TV (1994)
- Oksana la piccola campionessa (A Promise Kept: The Oksana Baiul Story), regia di Charles Jarrott – film TV (1994)
- Royce, regia di Rod Holcomb – film TV (1994)
- Hunter - Giustizia a Los Angeles (The Return of Hunter) – film TV (1995)
- In the Line of Duty: Hunt for Justice – film TV (1995)
- Fallen Angels – serie TV (1995)
- Il mio amico Alf (Project: ALF), regia di Dick Lowry – film TV (1996)
- Justice League of America – film TV (1997)
- Shining (The Shining) – miniserie TV (1997)
- Brave New World, regia di Leslie Libman e Larry Williams – film TV (1998)
- LateLine – serie TV, 17 episodi (1998-1999)
- Will & Grace – serie TV, episodio 1x20 (1999)
- Una famiglia del terzo tipo (3rd Rock from the Sun) – serie TV, episodio 5x15 (2000)
- Crossing Jordan – serie TV, 117 episodi (2001-2007)
- Night Visions – serie TV, episodio 1x25 (2002)
- Oscure presenze (Sightings: Heartland Ghost), regia di Brian Trenchard-Smith – film TV (2002)
- Shadow Realm, regia di Keith Gordon – film TV (2002)
- L.A. County 187 – film TV (2003)
- Bionic Woman – serie TV, 9 episodi (2007)
- Law & Order: Criminal Intent – serie TV, episodio 7x18 (2008)
- Medium – serie TV, episodio 4x15 (2008)
- CSI - Scena del crimine (CSI: Crime Scene Investigation) – serie TV, 9x14 (2009)
- Kings – serie TV, episodio 1x03 (2009)
- Lie to Me – serie TV, episodio 2x10 (2009)
- Edgar Floats, regia di Jace Alexander – film TV (2010)
- Psych – serie TV, episodio 4x14 (2010)
- Desperate Housewives – serie TV, 5 episodi (2011)
- The Protector – serie TV, 13 episodi (2011)
- NCIS: Los Angeles – serie TV, 115 episodi (2012-2017)
- Twin Peaks – serie TV, 11 episodi (2017)

## Doppiatori italiani
Nelle versioni in italiano delle opere in cui ha recitato, Miguel Ferrer è stato doppiato da:
- Massimo Corvo in Ho trovato un milione di dollari, Bionic Woman, The Protector, Wrong Turn at Tahoe - Ingranaggio mortale
- Paolo Buglioni in Scam - Una prova per Maggie, E.R. - Medici in prima linea, Will & Grace
- Angelo Nicotra in Un catastrofico successo, Traffic, The Man - La talpa
- Ennio Coltorti in Lie To Me, Desperate Housewives, NCIS: Los Angeles
- Maurizio Fardo ne I segreti di Twin Peaks, Fuoco cammina con me
- Saverio Indrio in The Manchurian Candidate, Psych
- Paolo Marchese in Iron Man 3, Twin Peaks (2017)
- Sergio Di Stefano in RoboCop, Royce
- Vittorio Guerrieri in Miami Vice (ep. 5x10)
- Massimo Rinaldi in L'albero del male
- Antonio Sanna in Crossing Jordan
- Oliviero Corbetta in Law & Order: Criminal Intent
- Lucio Saccone in Nome in codice: Nina
- Massimo Lodolo in Hotel
- Edoardo Siravo in Mr. Magoo
- Mario Cordova in Revenge - Vendetta
- Diego Reggente in Silver City
- Romano Malaspina in Hot Shots! 2
- Eugenio Marinelli in Night Visions
- Stefano Mondini in L'ombra dello scorpione
- Francesco Pannofino in The Night Flier
- Gerolamo Alchieri in Occhio al testimone
- Gaetano Varcasia in CSI - Scena del crimine

Da doppiatore è sostituito da:
- Fabrizio Pucci in Beverly Hills Chihuahua 2, Beverly Chihuahua 3 - Viva la fiesta!
- Stefano Albertini in Shining
- Massimo Corvo in Mulan
- Andrea Lavagnino in Le avventure di Superman
- Paolo Marchese in Rio 2 - Missione in Amazzonia
- Luca Ciarciaglini in Stretch Armstrong e i Flex Fighters